# Göran Marström
Göran Simon Marström (Åtvidaberg, 12 de octubre de 1942) es un deportista sueco que compitió en vela en la clase Tornado. 
Participó en cuatro Juegos Olímpicos de Verano, entre los años 1980 y 1992, obteniendo una medalla de bronce en Moscú 1980, en la clase Tornado (junto con Jörgen Ragnarsson). Ganó una medalla de bronce en el Campeonato Europeo de Tornado de 1986.

## Palmarés internacional
| \| Juegos Olímpicos \| Juegos Olímpicos \| Juegos Olímpicos \| Juegos Olímpicos \| \| Año \| Lugar \| Medalla \| Clase \| \| ------------------ \| ---------------- \| ----------------- \| ---------------- \| \| 1980 \| Moscú (URSS) \| Medalla de bronce \| Tornado \| \| Campeonato Europeo \| \| \| \| \| Año \| Lugar \| Medalla \| Clase \| \| 1986 \| Travemünde (RFA) \| Medalla de bronce \| Tornado \| |                  |                   |         |
| Juegos Olímpicos |                  |                   |         |
| Año | Lugar            | Medalla           | Clase   |
| 1980 | Moscú (URSS)     | Medalla de bronce | Tornado |
| Campeonato Europeo |                  |                   |         |
| Año | Lugar            | Medalla           | Clase   |
| 1986 | Travemünde (RFA) | Medalla de bronce | Tornado |